# Temporada de tifones del Pacífico de 1990
La temporada de tifones en el Pacífico de 1990 fue otra temporada activa, con solo veintinueve tormentas tropicales, diecinueve tifones y solo cuatro súper tifones. Fue un evento en el cual ciclones tropicales se formaron en el océano Pacífico noroccidental. La temporada estuvo activa durante 1990, con mayor incidencia entre mayo y noviembre. El enfoque de este artículo está limitado para el océano Pacífico al norte del ecuador entre el meridiano 100° este y el meridiano 180°. La primera tormenta nombrada de la temporada, Koryn, se desarrolló el 12 de enero, mientras que la última tormenta nombrada de la temporada, tifón Russ, se disipó el 23 de diciembre.
Dentro del océano Pacífico noroccidental, hay dos agencias quienes de forma separada asignan nombres a los ciclones tropicales de los cuales resultan en un ciclón con dos nombres. La Agencia Meteorológica de Japón nombra un ciclón tropical en el que se basarían en la velocidad de vientos sostenidos en 10 minutos de al menos 65 km/h, en cualquier área de la cuenca. Mientras que el Servicio de Administración Atmosférica, Geofísica y Astronómica de Filipinas (PAGASA) asigna nombres a los ciclones tropicales los cuales se mueven dentro o forma de una depresión tropical en el área de responsabilidad localizados entre 135° E y 115° E y también entre 5°-25° N, sí el ciclón haya tenido un nombre asignado por la Agencia Meteorológica de Japón. Las depresiones tropicales, que son monitoreadas por el Centro Conjunto de Advertencia de Tifones de Estados Unidos, son numerados agregándoles el sufijo "W".

## Ciclones tropicales

### Tormenta tropical severa Koryn
El 12 de enero de 1990, tanto la Agencia Meteorológica de Japón (JMA) como el Centro Conjunto de Advertencia de Tifones (JTWC) identificaron una depresión tropical en el noroeste del Océano Pacífico. La depresión se intensificó durante el período de un día para convertirse en tormenta tropical el 13 de enero, cuando recibió el nombre de Koryn del Centro Conjunto de Advertencia de Tifones (JTWC). Según ellos, pero no la Agencia Meteorológica de Japón (JMA), Koryn alcanzó una fuerza equivalente a un huracán el 15 de enero, cuando alcanzó su punto máximo en intensidad. Luego, la tormenta se debilitó con bastante rapidez hasta que se volvió extratropical en la medianoche el 17 de enero.

### Tormenta tropical Lewis
La tormenta tropical Lewis fue una tormenta tropical mínima que solo mantuvo dicha intensidad durante dos días.

### Tifón Marian
Marian fue un tifón sobre el Mar de China Oriental.

### Depresión tropical Cuatro-W
Cuatro-W duró poco.

### Tormenta tropical severa Nathan (Akang)
Una perturbación tropical atravesó Filipinas a mediados de junio, al entrar en el Mar de China Meridional se formó una depresión. La depresión se actualizó a tormenta tropical Nathan el 16 de junio. La tormenta tropical Nathan alcanzó una intensidad máxima de 65 mph (100 km/h) poco antes de golpear la isla de Hainan. En el Mar de China Meridional, el barco chino Tien Fu se hundió y mató a 4 personas. En el sur de China, las lluvias torrenciales provocaron inundaciones en la provincia de Guangdong que mataron a 10 personas, dos personas se ahogaron en Macao debido a las fuertes olas. La tormenta tropical Nathan luego continuó hacia el noroeste y tocó tierra por última vez cerca de la frontera entre Vietnam y China.

### Tifón Ofelia (Bising)
La vaguada del monzón generó una depresión tropical al este de Filipinas el 15 de junio. Siguió hacia el noroeste y luego hacia el oeste, organizándose lentamente en una tormenta tropical el 18 de junio. Ofelia giró más hacia el noroeste y se convirtió en tifón el 20 de junio. costa de Filipinas, alcanzó un pico de vientos de 100 mph (155 km/h) antes de golpear a Taiwán el 23 de junio. Ofelia se debilitó sobre el país y rozó el este de China antes de disiparse el 25 de junio cerca de Corea. Ofelia provocó fuertes inundaciones a lo largo de su recorrido, lo que provocó al menos 64 víctimas.

### Tifón Percy (Klaring)
El tifón Percy, que se desarrolló el 20 de junio, alcanzó un pico de vientos de 135 mph mientras se encontraba a poca distancia al este del norte de Filipinas. El aumento de la cizalladura vertical debilitó a Percy a un tifón de 95 mph antes de cruzar el extremo norte de Luzón el 27 de junio, un área que sintió los efectos de Ofelia solo unos días antes. Siguió siendo un tifón débil hasta que golpeó el sureste de China el 29 de junio antes de disiparse el 1 de julio. Percy causó graves daños e inundaciones en las islas de Carolina y el norte de Filipinas, que ascendieron a nueve muertes.

### Tormenta tropical Robyn (Deling)
Las afueras de la tormenta trajeron 244 mm (9,6 pulgadas) de lluvia a Vladivostok en el Lejano Oriente ruso.

### Tormenta tropical severa Tasha (Emang)
La tormenta tropical Tasha de 65 mph, que se desarrolló el 22 de julio y serpenteó a través del Mar de China Meridional, golpeó el sur de China el 30 de julio, a 75 millas al este de Hong Kong. La tormenta provocó inundaciones torrenciales en el sur de China, causando daños generalizados y 108 muertos.

### Tifón Steve
Steve se volvió hacia el mar.

### Tifón Vernon
Vernon siguió los pasos de Steve.

### Tormenta tropical severa Winona
Los orígenes de Winona se remontan a la tormenta tropical severa Tasha. El 2 de agosto, el bajo remanente de Tasha, como un parche de tormentas eléctricas sobre el noreste de China, fue empujado hacia el este por un frente meteorológico desde el oeste. El 4 de agosto, Tasha ingresó al Mar Amarillo, antes de ser empujada hacia el sur por un anticiclón frente al noreste de Corea, hacia el Mar de China Oriental. Aunque el mismo sistema, Tasha se llamó Winona, ya que comenzó a fortalecerse en una tormenta tropical el 7 de agosto. Alcanzó la intensidad máxima con una característica similar a un ojo el 8 de agosto, antes de tocar tierra sobre Japón al día siguiente. Más tarde, los remanentes se volvieron extratropicales.

### Tifón Yancy (Gading)
El tifón Yancy mató a 12 personas en Filipinas después de que un deslizamiento de tierra destruyera un dormitorio. En China, se produjeron daños graves y al menos 216 personas murieron. 20 personas murieron en Taiwán.

### Tormenta tropical Aka
Aka era una tormenta tropical débil. Se originó en la cuenca de huracanes del Pacífico central y se desplazó hacia el oeste hacia la cuenca del Pacífico noreste el 13 de agosto.

### Tifón Zola
El 15 de agosto, se cortó una gran área de convección asociada con la afluencia del tifón Yancy en desarrollo, ya que Yancy se movía demasiado rápido hacia el oeste para que la convección del este fuera absorbida por Yancy. Para el 16 de agosto, la convección desarrolló una circulación de nivel medio a bajo y se convirtió en tormenta tropical el 18 de agosto. Zola se intensificó hasta convertirse en un tifón al día siguiente, antes de alcanzar la intensidad máxima el 21 de agosto. Al día siguiente, Zola tocó tierra en Japón, antes de disiparse al norte de Japón. Los fuertes vientos y las fuertes lluvias producidas por la tormenta mataron a tres personas e hirieron a otras 22 en Japón.

### Tifón Abe (Iliang)
Al surgir el 23 de agosto a partir de una perturbación tropical, la depresión que eventualmente se convertiría en el tifón Abe inicialmente siguió en una dirección constante hacia el oeste-noroeste. Como resultado de una intensa marejada monzónica, la trayectoria del sistema cambió brevemente a una trayectoria hacia el este y luego hacia el norte antes de regresar a su trayectoria original. Abe solo se intensificó en una pequeña cantidad entre las 00:00 UTC del 24 de agosto y las 06:00 UTC del 27 de agosto debido a los efectos perturbadores del oleaje, y el 30 de agosto, Abe alcanzó su punto máximo como un tifón equivalente a categoría 2 en la escala de huracanes de Saffir-Simpson. Después de alcanzar su punto máximo en intensidad, Abe cruzó las islas Ryukyu y el Mar de China Oriental, tocando tierra en China, donde afectó a las provincias de Zhejiang y Jiangsu antes de entrar en el Mar Amarillo, cruzar Corea del Sur y finalmente hacer la transición a un ciclón extratropical.
El tifón Abe mató a 108-195 personas después de que causó inundaciones y deslizamientos de tierra en Filipinas y Taiwán, devastó áreas costeras de China y trajo olas altas a Japón. Abe, responsable de la muerte de 108 en China, afectó a la mitad de la superficie terrestre de Zhejiang y a una cuarta parte de su población, dejando a miles sin hogar y provocando la pérdida de 3.500 millones de yuanes (RMB, 741,5-743 millones de dólares) en daños. Se produjeron daños adicionales y una muerte en la prefectura de Okinawa en Japón, donde se causaron al menos ¥ 890 millones de yenes (JPY, US $ 6 millones) en daños.

### Tifón Becky (Heling)
Se produjeron daños adicionales y una muerte en la prefectura de Okinawa en Japón, donde se causaron al menos ¥ 890 millones de yenes (JPY, US $ 6 millones) en daños.

### Tifón Dot (Loleng)
El tifón Dot se formó a partir de una vaguada monzónica al suroeste de Guam. Dot avanzó con paso firme hacia el noroeste y se convirtió en un tifón. El tifón Dot alcanzó una intensidad máxima de 85 mph antes de debilitarse levemente antes de tocar tierra en el este de Taiwán el 7 de septiembre. Después de pasar a Taiwán, Dot recuperó la intensidad del tifón en el Estrecho de Formosa antes de tocar tierra por última vez en la provincia de Fujian en China. En el norte de la isla de Luzón, las lluvias del tifón Dot provocaron inundaciones que mataron a 4 personas, en Taiwán murieron 3 personas.

### Tifón Ed (Miding)
Las graves inundaciones producidas por la tormenta mataron al menos a 18 personas en Vietnam. Al menos 4.500 viviendas fueron destruidas y otras 140.000 se inundaron.

### Tifón Flo (Norming)
El tifón Flo, que se desarrolló el 12 de septiembre, se intensificó rápidamente los días 16 y 17 de septiembre a un súper tifón de 165 mph cerca de Okinawa. El cizallamiento vertical lo debilitó mientras se curvaba hacia el noreste, y Flo golpeó Honshū, Japón el 19 de septiembre como un tifón de 100 mph. Continuó rápidamente hacia el noreste, se volvió extratropical el 20 de septiembre y se disipó el 22 de septiembre. Las inundaciones y los deslizamientos de tierra generalizados mataron a 32 personas y causaron millones en daños.

### Tifón Gene (Oyang)
Una perturbación tropical se consolidó en una depresión tropical el 23 de septiembre al este de Filipinas. La tormenta tropical Gene fue nombrada cuando la tormenta se movió hacia el noroeste y se convirtió en un tifón al día siguiente. El tifón Gene alcanzó una intensidad máxima de 95 mph el 27 de septiembre poco antes de volver hacia el noreste. Luego, Gene recorrió las costas de las islas Kyūshū, Shikoku y Honshū en Japón antes de salir al mar y volverse extratropical. Se registraron vientos de 85 mph en Kyūshū y fuertes lluvias cayeron en toda la región, lo que provocó inundaciones y deslizamientos de tierra que mataron a 4 personas.

### Tifón Hattie (Pasing)
El tifón Hattie se formó cuando el tifón Gene se aceleraba hacia Japón. Hattie se convirtió en un tifón el 3 de octubre mientras se movía hacia el noroeste y alcanzó una intensidad máxima de 105 mph al día siguiente. El tifón Hattie comenzó a recurrir mientras se encontraba al oeste de la isla de Okinawa. Las fuertes lluvias de los tifones Flo, Gene y Hattie rompieron la sequía que azotaba la isla. A medida que Hattie aceleraba hacia Japón, se degradó a tormenta tropical antes de rozar el paso de Kyūshū y Shikoku antes de tocar tierra en la isla de Honshū. Las fuertes lluvias provocaron un deslizamiento de tierra en la isla Shikoku que causó la muerte de tres personas cuando un deslizamiento de tierra golpeó un autobús.

### Tormenta tropical Ira
Las graves inundaciones en Tailandia provocadas por las fuertes lluvias de Ira mataron al menos a 24 personas.

### Tifón Kyle
Un tifón de categoría 2 que no afectó directamente a la tierra. Se formó el 14 de octubre y se clasificó como depresión tropical. Se convirtió en tormenta tropical y luego en tifón. Kyle alcanzó la intensidad máxima de un tifón de categoría 2 el 20 de septiembre. Luego, la tormenta giró hacia el este en lugar de afectar a Japón. Declaró debilitarse y fue clasificada como tormenta tropical y finalmente se disipó el día 22 de octubre. Kyle no mató a nadie ni causó ningún daño.

### Tormenta tropical Lola
Las precipitaciones extremas, que alcanzaron un máximo cercano a 31,5 pulgadas (800 mm) provocaron grandes inundaciones que dejaron algunas regiones por debajo de 6 pies (1,8 m) de agua. Al menos 16 personas murieron por la tormenta.

### Tifón Mike (Ruping)
El tifón Mike fue el tifón más mortífero de la temporada. Golpeó el centro de Filipinas a mediados de noviembre, donde deslizamientos de tierra, inundaciones y daños por vientos extremos causaron más de 748 víctimas y más de $ 1,94 mil millones en daños (1990 USD).

### Tifón Owen (Uding)
Cuando el supertifón Owen cruzó las Islas Marshall y las Islas Carolinas a mediados o finales de noviembre, causó daños extremos en muchas islas. Algunas islas perdieron entre el 95% y el 99% de las viviendas, así como entre el 80% y el 90% de cultivos destruidos. A pesar de todo el daño, Owen solo mató a 2 personas.

### Tifón Page (Tering)
El tifón Page se formó el 21 de noviembre como una depresión tropical. Desde allí, avanzó lentamente hacia el oeste, formando un bucle ciclónico. Page continuó hacia el oeste y se fortaleció hasta convertirse en un tifón de categoría 5. Luego se aceleró hacia el noreste, tocando tierra en Japón el 30 de noviembre como un tifón de categoría 1. Page se disipó sobre el noreste de Japón el 3 de diciembre.

### Tifón Russ
La última tormenta de la temporada, Russ, se formó el 13 de diciembre. El tifón causó graves daños a Guam cuando pasó cerca de la isla el 20 de diciembre. Las estimaciones de daños alcanzaron los 120 millones de dólares (1990 USD), pero nadie murió en la tormenta. .

## Nombres de los ciclones tropicales
Durante la temporada se desarrollaron 30 ciclones tropicales con nombre en el Pacífico Occidental y fueron nombrados por el Centro Conjunto de Advertencia de Tifones, cuando se determinó que se habían convertido en tormentas tropicales. Estos nombres se contribuyeron a una lista revisada que comenzó a mediados de 1989.
| Koryn | Lewis | Marian | Nathan | Ofelia | Percy  | Robyn | Steve | Tasha | Vernon | Winona | Yancy | Zola | Abe  | Becky |
| Cecil | Dot   | Ed     | Flo    | Gene   | Hattie | Ira   | Jeana | Kyle  | Lola   | Mike   | Nell  | Owen | Page | Russ  |

### Filipinas
| Akang               | Bising             | Klaring           | Deling            | Emang              |
| Gading              | Heling             | Iliang            | Loleng            | Miding             |
| Norming             | Oyang              | Pasing            | Ruping            | Susang             |
| Tering              | Uding              | Weling (sin usar) | Yaning (sin usar) |                    |
| Lista de auxiliares |                    |                   |                   |                    |
|                     |                    |                   |                   | Aning (sin usar)   |
| Bidang (sin usar)   | Katring (sin usar) | Delang (sin usar) | Esang (sin usar)  | Garding (sin usar) |

La Administración de Servicios Atmosféricos, Geofísicos y Astronómicos de Filipinas utiliza su propio esquema de nomenclatura para los ciclones tropicales en su área de responsabilidad. PAGASA asigna nombres a las depresiones tropicales que se forman dentro de su área de responsabilidad y a cualquier ciclón tropical que pudiera moverse a su área de responsabilidad. Si la lista de nombres para un año dado resultara insuficiente, los nombres se toman de una lista auxiliar, los primeros 10 de los cuales se publican cada año antes de que comience la temporada. Los nombres no retirados de esta lista se utilizarán nuevamente en la temporada de 1994. Esta es la misma lista utilizada para la temporada de 1986. PAGASA utiliza su propio esquema de nomenclatura que comienza en el alfabeto filipino, con nombres de nombres femeninos filipinos que terminan con "ng" (A, B, K, D, etc.).

### Nombres retirados
- Debido a la gravedad de los daños y la pérdida de vidas causadas por Mike, el nombre se retiró y fue reemplazado por Manny y se utilizó por primera vez en la temporada de 1993. PAGASA también retiró el nombre de Ruping por razones similares y fue reemplazado por Ritang para la temporada de 1994.